# Viv Anderson
Pour les articles homonymes, voir Anderson.
Viv Anderson, né le 29 juillet 1956 à Nottingham (Angleterre), est un footballeur anglais, qui évoluait au poste de défenseur à Nottingham Forest et en équipe d'Angleterre.
Anderson a marqué deux buts lors de ses trente sélections avec l'équipe d'Angleterre entre 1978 et 1988.
Premier joueur noir sélectionné en équipe d'Angleterre, il participe avec les Three Lions à la Coupe du monde 1982 qui se tient en Espagne.
Il remporte deux Ligue des champions avec Nottingham Forest.

## Carrière
- 1974-1984 : Nottingham Forest  Angleterre
- 1984-1987 : Arsenal FC  Angleterre
- 1987-1991 : Manchester United  Angleterre
- 1990-1993 : Sheffield Wednesday  Angleterre
- 1993-1994 : Barnsley FC  Angleterre (entraîneur-joueur)
- 1994-1995 : Middlesbrough FC  Angleterre (entraîneur-joueur)

## Palmarès
- Avec l'équipe d'Angleterre :
  - 30 sélections et 2 buts avec l'équipe d'Angleterre entre 1978 et 1988
  - Quart-de-finaliste à la Coupe du monde 1986
  - Participation à la Coupe du monde 1982
  - Participation à l'Euro 1980 et à l'Euro 1988
- Avec Nottingham Forest :
  - Champion d'Angleterre en 1978
  - Vainqueur de la League Cup en 1978 et 1979
  - Vainqueur de la Ligue des champions en 1979 et 1980
  - Vainqueur de la Supercoupe d'Europe en 1980
- Avec Arsenal :
  - Vainqueur de la League Cup en 1987
- Avec Sheffield Wednesday :
  - Finaliste de la League Cup en 1993
  - Finaliste de la Coupe d'Angleterre en 1993